# EHC Arosa
EHC Arosa (celým názvem: Eishockeyclub Arosa) je švýcarský klub ledního hokeje, který sídlí v obci Arosa v kantonu Graubünden. Založen byl v roce 1924. Švýcarským mistrem se stal celkem devětkrát, poslední titul získala Arosa v sezóně 1981/82. Poslední účast v nejvyšší soutěži je datováno k sezóně 1985/86. Od sezóny 2017/18 působí v 1. lize, čtvrté švýcarské nejvyšší soutěži ledního hokeje. Klubové barvy jsou žlutá, modrá a bílá.
Své domácí zápasy odehrává v Eissporthalle Obersee s kapacitou 3 000 diváků.

## Získané trofeje
- Championnat / National League A ( 9× )
  - 1950/51, 1951/52, 1952/53, 1953/54, 1954/55, 1955/56, 1956/57, 1979/80, 1981/82

## Přehled ligové účasti
Zdroj:
- 1933–1936: Championnat National (1. ligová úroveň ve Švýcarsku)
- 1936–1938: Serie A (2. ligová úroveň ve Švýcarsku)
- 1938–1939: National League A (1. ligová úroveň ve Švýcarsku)
- 1939–1941: Serie A (2. ligová úroveň ve Švýcarsku)
- 1941–1960: National League A (1. ligová úroveň ve Švýcarsku)
- 1960–1967: National League B Ost (2. ligová úroveň ve Švýcarsku)
- 1967–1973: 1. Liga (3. ligová úroveň ve Švýcarsku)
- 1973–1977: National League B Ost (2. ligová úroveň ve Švýcarsku)
- 1977–1986: National League A (1. ligová úroveň ve Švýcarsku)
- 1986–1992: 1. Liga (3. ligová úroveň ve Švýcarsku)
- 1992–1994: 2. Liga (4. ligová úroveň ve Švýcarsku)
- 1994–1998: 1. Liga (3. ligová úroveň ve Švýcarsku)
- 1998–1999: 2. Liga (4. ligová úroveň ve Švýcarsku)
- 1999–2002: 1. Liga (3. ligová úroveň ve Švýcarsku)
- 2002–2005: 2. Liga (4. ligová úroveň ve Švýcarsku)
- 2005–2017: 1. Liga (3. ligová úroveň ve Švýcarsku)
- 2017– : 1. Liga (4. ligová úroveň ve Švýcarsku)

## Účast v mezinárodních pohárech
Zdroj:
Legenda: SP - Spenglerův pohár, EHP - Evropský hokejový pohár, EHL - Evropská hokejová liga, SSix - Super six, IIHFSup - IIHF Superpohár, VC - Victoria Cup, HLMI - Hokejová liga mistrů IIHF, ET - European Trophy, HLM - Hokejová liga mistrů, KP – Kontinentální pohár
- EHP 1980/1981 – 2. kolo
- EHP 1982/1983 – 3. kolo